# François Lougah
François Lougah, de son vrai nom Dago Lougah, ou encore « Le Papa National » de son surnom, né le 22 juin 1942 à Lakota (Côte d'Ivoire) et mort le 22 décembre 1997 à Abidjan, est un chanteur et un acteur ivoirien. 

## Biographie
Il est le fils de Dago Gnaoua, chef de canton de Deboua.
Ses études primaires le mènent à Bondoukou de 1950 à 1956, puis à l'Ecole Primaire Publique de Treichville. Il poursuit ses études au Collège Ajavon de 1956 à 1958. Après avoir abandonné ses études secondaires après la classe de quatrième, il fréquente entre 1958 et 1961 l'École française de maçonnerie et de briqueterie de la rue Lambert à Paris. Il obtient un CAP en bâtiment avec mention bien. Pendant sa deuxième année de formation, il tombe sérieusement malade, passe une année de convalescence. Il s'inscrit ensuite à l'Ecole d'Art Dramatique Mona Sangor de 1963 à 1968. Durant cette période, il prend des cours de piano et embrasse le métier de chanteur.
Après avoir tenté, sans succès, de se lancer dans une carrière de footballeur à Aubervilliers, François Lougah rencontre en 1962 Philippe Brunet, un mécène et promoteur de spectacle français. Élève à l’École d’Arts dramatiques et lyriques de 1964 à 1968, il intervient dans de nombreuses pièces. Lougah fait aussi des apparitions dans des productions de l’ORTF et des sketchs publicitaires. Il tient même des rôles principaux dans deux productions : Aventure en France et Africains de France. Parallèlement, Lougah suit à Paris les cours de piano et de solfège d’Alain Rozaimbla. Pendant cette période, il rencontre ses compatriotes Jean-Baptiste Tiémélé (comédien et poète), Désiré Écaré (cinéaste), Danielle Boni (journaliste), Anne Kacou (comédienne) et Léonard Groguhet (comédien). De 1965 à 1967, Lougah sera assistant réalisateur pour Philippe Brunet.

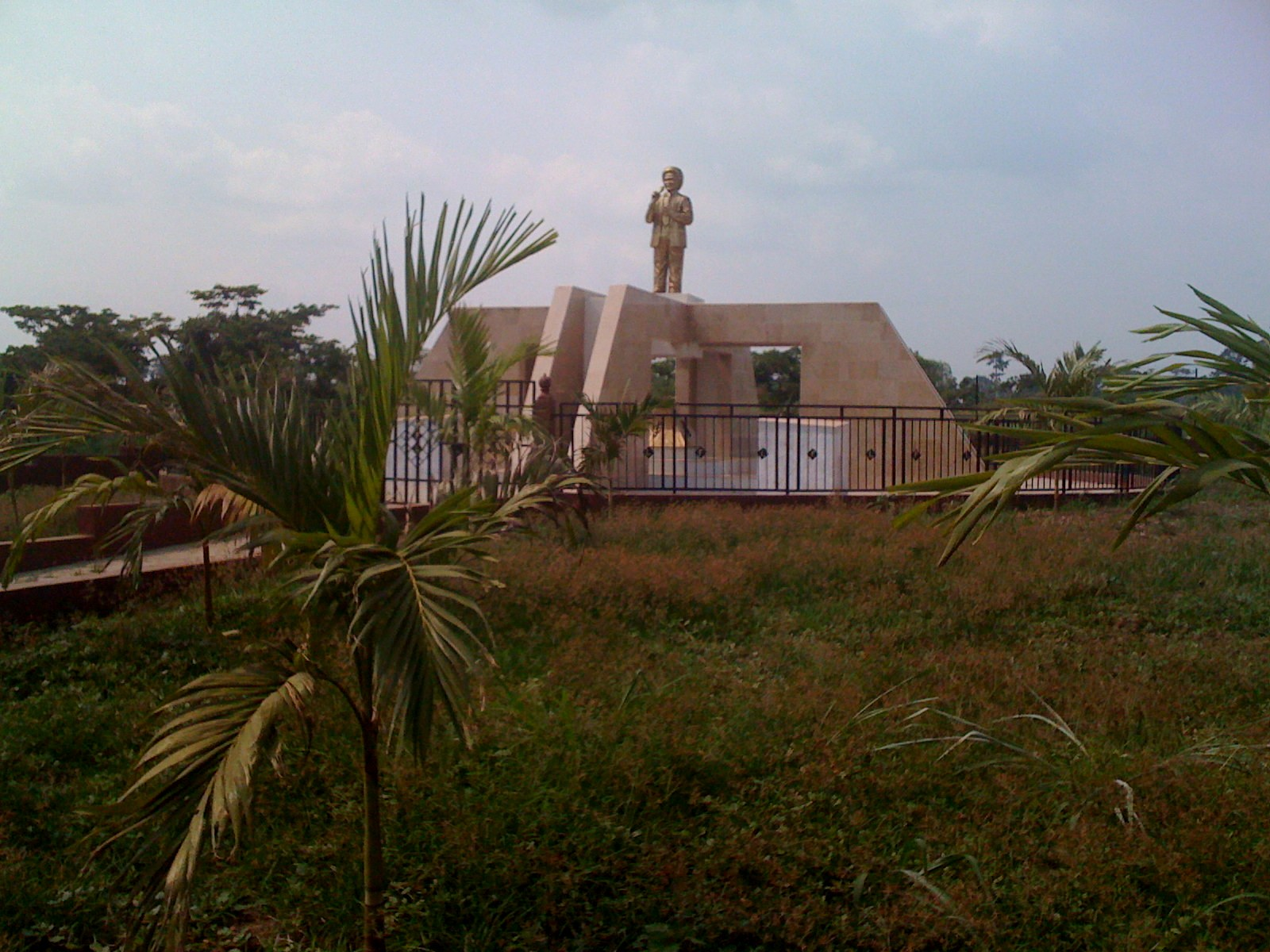
Mausolée de François Lougah près de Lakota (Côte d'Ivoire)

Fasciné par la musique, il choisira de s’y adonner jusqu’à sa mort en 1997. Avec la complicité de Joseph Miézan-Bognini et de Michel Parayso, Lougah constitue un groupe, le « Trio Midiloms ». Après la séparation du groupe, il rejoint l'orchestre d'Yves Beugré (Los Cocoblicos) où se trouvait déjà Viera Koré. Plus tard, les ayant quitter pour une carrière solo, il remportera le deuxième prix de l'émission radiophonique "Le jeu de la chance" de Roger Lanzac. Suivra le Grand Prix du Music-Hall en 1968. 
Lougah connaît le succès jusque dans les années 1990 où, avec la montée en force des chanteurs de Zouglou, la vieille garde qu'il incarne alors avec Amédée Pierre, Allah Thérèse et bien d'autres voient son succès relativisé.
Les mélomanes ivoiriens l'avaient surnommé le « Papa National ». Il meurt en décembre 1997.

## Discographie
- Pécoussa
- Nayowi
- Toigny (hit parade africain)
- Yoco you mon
- Contraste
- Kouho-Kouho
- Glokali zaza
- Bernadette
- Moustique il est là
- Kouglizia